# Beförderungsfall
Beförderungsfall ist ein Fachbegriff der Verkehrsplanung und beschreibt unterschiedliche Kenngrößen der Verkehrsnachfrage im ÖPNV. 
Der Begriff beschreibt bei Verkehrszählungen angetroffene Personen, genauer das Ereignis, dass eine Person bei der Zählung erfasst wurde.
Es wird unterschieden in Unternehmensbeförderungsfälle (UBF), Betriebszweigbeförderungsfälle (BBF) und Linienbeförderungsfälle (LBF). Von Journalisten und Fahrgastverbänden wird mit Hinweis auf diesen Begriff gerne auf eine vermeintliche Fahrgastfeindlichkeit von Verkehrsbetrieben hingewiesen.

## Unternehmensbeförderungsfälle
Unternehmensbeförderungsfälle (UBF) ist eine Kennziffer für ein Verkehrsunternehmen. Es ist die Anzahl der Fahrtenketten, bei denen Fahrgäste ein oder mehrere Verkehrsmittel dieses Verkehrsunternehmens nutzten.

## Betriebszweigbeförderungsfälle
Betriebszweigbeförderungsfälle (BBF) ist eine Kennziffer für unterschiedliche Betriebszweige (z. B. Bus und Straßenbahn) innerhalb eines Verkehrsunternehmens. Es ist die Anzahl der Fahrtenketten, bei denen Fahrgäste ein oder mehrere Verkehrsmittel des entsprechenden Betriebszweiges nutzten.

## Linienbeförderungsfälle
Linienbeförderungsfälle (LBF) ist eine Kennziffer für eine ÖPNV-Linie. Es ist die Anzahl der Fahrtenketten, bei denen Fahrgäste eine bestimmte Linie und ggf. weitere genutzt haben.

## Beispiel
- Verkehrsunternehmen A betreibt in der Stadt M Buslinie 1 und die Straßenbahnlinie 2
- Verkehrsunternehmen B betreibt in der Stadt M Buslinie 3
- Ein Fahrgast fährt erst mit Linie 1, steigt um in Linie 2 und steigt dann um in Linie 3

Bedeutung in Beförderungsfällen:
- Dieser eine Fahrgast in der Stadt M ist sowohl für Verkehrsunternehmen A als auch für Verkehrsunternehmen B jeweils 1 UBF.
- für den Betriebszweig Bus sowie für den Betriebszweig Straßenbahn des Verkehrsunternehmens A ist er jeweils ein BBF
- für die Linien 1, 2 und 3 ist er jeweils ein LBF

vermeidbare Fehler:
- Die Summe der UBF entspricht nicht dem Fahrgastaufkommen einer Stadt, sondern ist höher (es sei denn, in der Stadt verkehrt nur ein Verkehrsunternehmen).
- Die Summe der BBF entspricht nicht dem Fahrgastaufkommen eines Verkehrsunternehmens, sondern ist höher (es sei denn, das Verkehrsunternehmen verfügt nur über einen Betriebszweig).